# Gezamenlijke OfficierenVerenigingen & Middelbaar en Hoger Burgerpersoneel bij Defensie
Gezamenlijke OfficierenVerenigingen & Middelbaar en Hoger Burgerpersoneel bij Defensie, afgekort als GOV|MHB, tot 21 juni 2012 genaamd Federatie van Nederlandse Officieren & Middelbaar en Hoger Burgerpersoneel bij Defensie (FVNO|MHB) is een federatieve beroeps- én belangenvereniging binnen Defensie.

## Verenigingsstructuur
De GOV|MHB bestaat, naast individueel aangesloten officieren en middelbaar en hoger burgerpersoneel bij Defensie, uit een drietal officierenverenigingen:
1. De Koninklijke Vereniging van Marineofficieren (KVMO);
2. De Koninklijke Vereniging van Nederlandse Reserve Officieren (KVNRO);
3. De Nederlandse Officieren Vereniging (NOV).

## Voorzitters
De eerste (en enige) voorzitter van de FVNO|MHB was Luitenant-generaal bd Hans Couzy, oud Bevelhebber der Landstrijdkrachten
Na de naamswisseling kent de GOV|MHB een duovoorzitterschap. 
Duovoorzitters zijn resp. Kapitein-luitenant ter zee ing. M.E.M. de Natris, voorzitter van de KVMO en Brigadegeneraal bd Ruud Vermeulen, voorzitter van de NOV.

## Onderhandelaars
Uniek binnen het Georganiseerd Overleg sector Defensie is dat de GOV|MHB (en daarvoor de FVNO|MHB) als enige vakbond gebruikmaakt van zogenaamde 'vrijgestelde' officieren als onderhandelaars. Vrigestelde officieren zijn actief dienende officieren die, voor de duur van de functie als onderhandelaar, door Defensie worden uitgeleend.
- Juli 2004 - september 2009 Luitenant ter zee der eerste Klasse ing. M.E.M. de Natris (huidige duovoorzitter van de GOV|MHB)
- Oktober 2009 - december 2015 Majoor R.E.W. Pieters (Koninklijke Landmacht)
- Januari 2016 - december 2019 Majoor N. van Woensel (Koninklijke Landmacht)